# Eulimnichus spangleri
Eulimnichus spangleri är en skalbaggsart som beskrevs av Wooldridge 1979. Eulimnichus spangleri ingår i släktet Eulimnichus och familjen lerstrandbaggar. Inga underarter finns listade i Catalogue of Life.